# IC 168
IC 168 је спирална галаксија у сазвјежђу Кит која се налази на листи објеката дубоког неба у Индекс каталогу.
Деклинација објекта је - 8° 31' 25" а ректасцензија 1h 50m 27,5s. Привидна величина (магнитуда) објекта IC 168 износи 14,7 а фотографска магнитуда 15,5. IC 168 је још познат и под ознакама MCG -2-5-58, PGC 6763.